# Команда (шаблон)
Команда (на английски: Command) е поведенчески шаблон за дизайн, който се използва в обектно-ориентираното програмиране.

## Приложение
Този дизайнерски шаблон има следните приложения:
- Многостепенни отмени (undo) – В графични приложения в които има повече от една степен на отмяна на резултатите от предишното действие

## Примери

### C#
```
namespace
 
CommandDesignPattern

{

         
//производните обекти на този клас правят заявки според предадените им командни обекти

	
class
 
Invoker

	
{

		
private
 
Command
 
command
;

		
public
 
void
 
SetCommand
 
(
 
Command
 
command
)

		
{

			
this
.
command
 
=
 
command
;

		
}

                 
//този метод извиква командата

		
public
 
void
 
ExecuteCommand
 
()

		
{

			
command
.
Execute
 
();

		
}

	
}
 
//eof class

        
//производните обекти на този клас получават

	
class
 
Receiver

	
{

		
public
 
void
 
Action
 
()

		
{

			
Console
.
WriteLine
 
(
 
"Called ..."
);

		
}

	
}
 
//eof Receiver

	
abstract
 
class
 
Command

	
{

		
protected
 
Receiver
 
receiver
;

		
public
 
Command
 
(
 
Receiver
 
receiver
)

		
{

			
this
.
receiver
 
=
 
receiver
;

		
}

		
public
 
abstract
 
void
 
Execute
 
();

	
}
 
//eof class

	
class
 
ConcreteCommand
 
:
 
Command

	
{

		
public
 
ConcreteCommand
 
(
 
Receiver
 
receiver
)

			
:
 
base
 
(
 
receiver
)

		
{

		
}

		
public
 
override
 
void
 
Execute
 
()

		
{

			
receiver
.
Action
 
();

		
}

	
}

	
class
 
Program

	
{
 
//главният метод на приложението

		
static
 
void
 
Main
 
()

		
{

			
Receiver
 
receiver
 
=
 
new
 
Receiver
 
();
 
//създаване на обекта получател

			
// Remember that you don´t really need an receiver if you don´t want it.

			
Command
 
command
 
=
 
new
 
ConcreteCommand
 
(
 
receiver
);

			
Invoker
 
invoker
 
=
 
new
 
Invoker
 
();
 
//създаване на заявяващия обект

			
invoker
.
SetCommand
 
(
 
command
);
 
//конфигуриране на командата според типа и

			
invoker
.
ExecuteCommand
 
();
 
//изпълняване на командата

			
Console
.
ReadLine
 
();
 
//използван само за спиране на конзолата

		
}
 
//eof Main

	
}
 
//eof class

}
//eof namespace

```